# Benthobatis
Genre
Benthoobatis est un genre de raies ayant une forme de torpille. Ce sont des raies électriques.

## Liste des espèces
Selon World Register of Marine Species (12 déc. 2019) :
- Benthobatis kreffti Rincon, Stehmann & Vooren, 2001
- Benthobatis marcida Bean & Weed, 1909
- Benthobatis moresbyi Alcock, 1898
- Benthobatis yangi Carvalho, Compagno & Ebert, 2003